# Raper

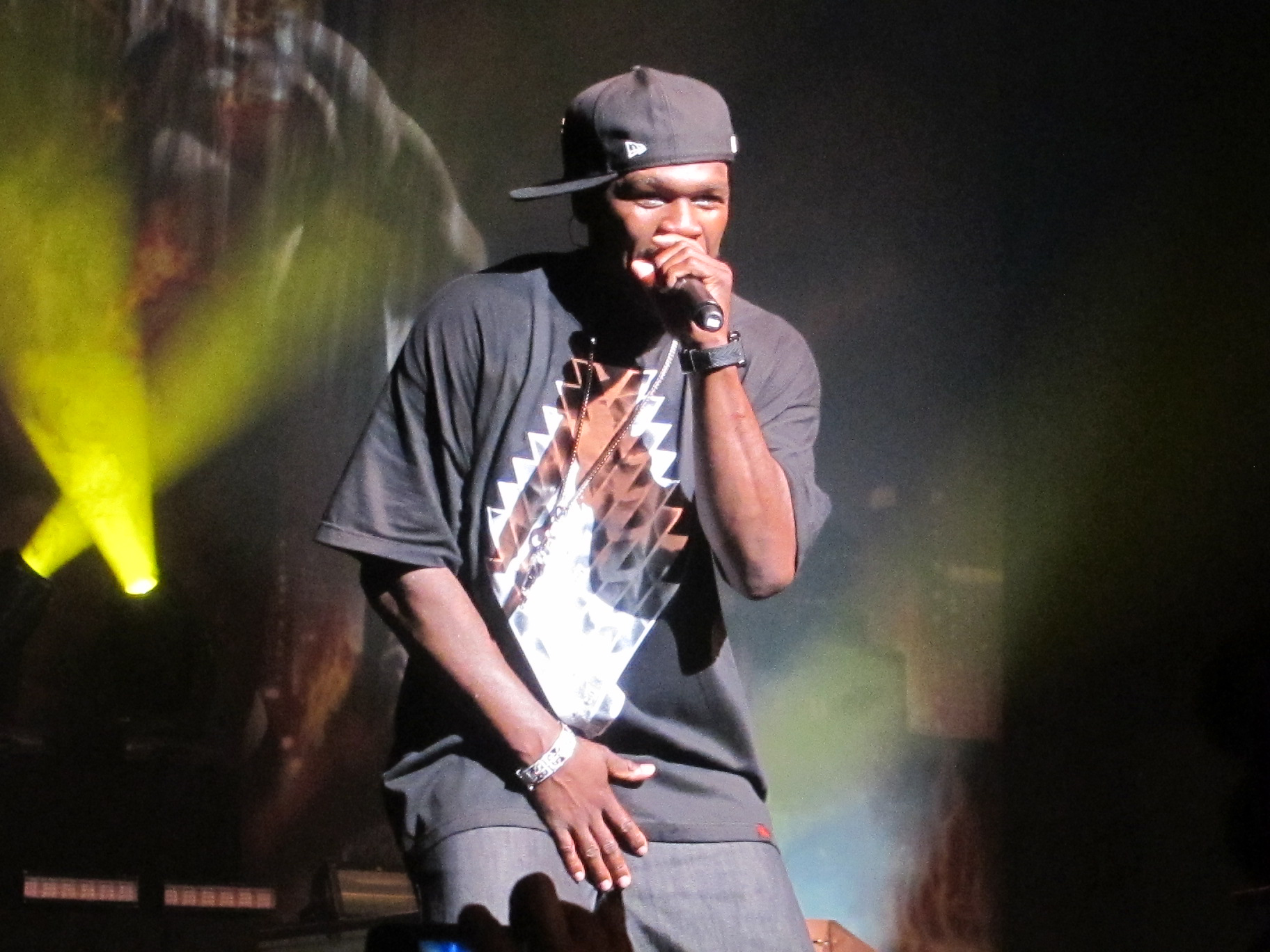
Raper 50 Cent podczas występu

Raper – muzyk wykonujący muzykę rap. Muzyka ta jest elementem kultury hip-hop. Pierwsi raperzy zaczęli pojawiać się już w latach siedemdziesiątych w Nowym Jorku, USA. Pionierem gatunku jest DJ pochodzący z Jamajki Clive Campbell, znany też jako Kool Herc.